# Mad Riders
Mad Riders è un videogioco di guida sviluppato dalla Techland, pubblicato dalla Ubisoft e distribuito dalla Microsoft per Xbox 360, PlayStation 3 e Microsoft Windows esclusivamente in formato digitale. Il gioco è stato reso disponibile il 30 maggio 2012, inizialmente via Xbox Live.